# Calamonastides gracilirostris
Calamonastides gracilirostris é uma espécie de ave da família Sylviidae.
Pode ser encontrada nos seguintes países: Burundi, República Democrática do Congo, Quénia, Ruanda, Tanzânia, Uganda e Zâmbia.
Os seus habitats naturais são: pântanos.
Está ameaçada por perda de habitat.